# Verchen
Verchen [fɛʁçən] ist eine vorpommersche Gemeinde im Norden des Landkreises Mecklenburgische Seenplatte. Die Gemeinde liegt südwestlich von Demmin und gehört dem Amt Demmin-Land an. Bis 2004 wurde Verchen vom Amt Borrentin verwaltet.

## Geografie und Verkehr
Verchen liegt ca. zwölf Kilometer südwestlich von Demmin. Die B 194 verläuft östlich der Gemeinde und ist über den Borrentiner Ortsteil Lindenhof zu erreichen. Die Gemeinde liegt am Nordufer des Kummerower Sees nahe dem Abfluss der Peene.

## Geschichte

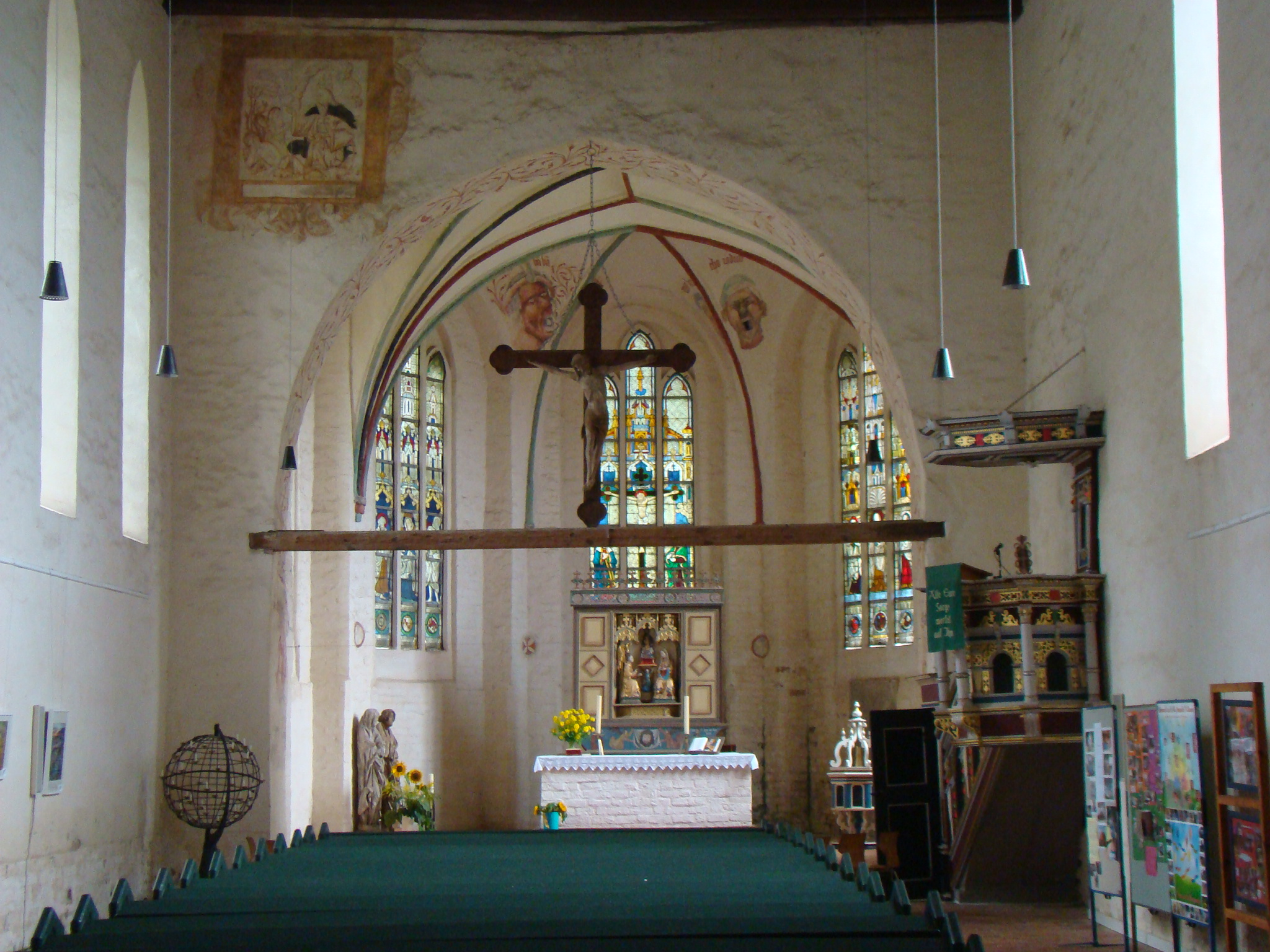
In der Klosterkirche Verchen

Das Dorf Verchen wurde erstmals im Jahr 1164 urkundlich erwähnt, in dem auch die Schlacht bei Verchen stattfand. Seit dem 13. Jahrhundert gab es hier bis zur Reformation ein Benediktinerinnenkloster.
Das Kloster Verchen wurde von einem slawischen Adligen namens Janice von Virchin gegründet. Von ihm stammt auch der Name der Gemeinde Verchen. 1255 schenkte der Greifenherzog Wartislaw III. das Dorf dem Kloster. Von 2004 bis 2015 lebte im Kloster eine kleine Gemeinschaft von Schwestern der Communität Christusbruderschaft Selbitz. Das Gutshaus Verchen stammt von um 1700 und ist heute ein Kinder- und Jugendhotel.

## Wappen, Flagge, Dienstsiegel
Die Gemeinde verfügt über kein amtlich genehmigtes Hoheitszeichen, weder Wappen noch Flagge. Als Dienstsiegel wird das kleine Landessiegel mit dem Wappenbild des Landesteils Vorpommern geführt. Es zeigt einen aufgerichteten Greifen mit aufgeworfenem Schweif und der Umschrift „GEMEINDE VERCHEN * LANDKREIS MECKLENBURGISCHE SEENPLATTE“.

## Sehenswürdigkeiten

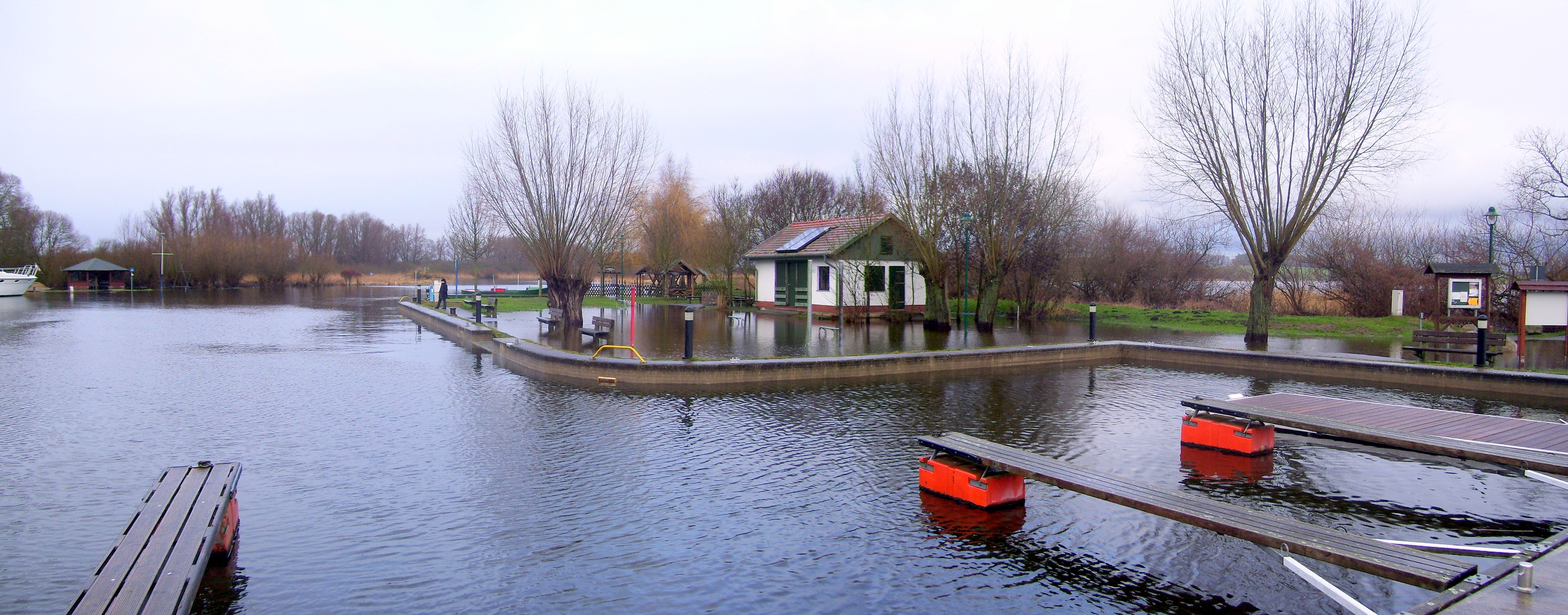
Verchener Bootshafen zwischen Peene und Kummerower See

- Kummerower See, Seeufer mit Restaurant und Wasserwanderrastplatz
- frühgotische ehemalige Klosterkirche St. Marien, mit deren Bau um 1270 begonnen wurde, besitzt die ältesten Glasmalereien in Mecklenburg-Vorpommern.
- Kreuzgewölbe und Tonnengewölbekeller im ehemaligen Amtshaus

## Persönlichkeiten: Söhne und Töchter des Ortes
- Gustav Wienstein (1828–1891), deutscher Jurist, Reichsgerichtsrat
- Emil Krüger (1855–1925), deutscher Agrarwissenschaftler, Kulturtechniker, Baubeamter und Hochschullehrer
- Karl Sparr (1860–1932), deutscher Pädagoge und Genossenschafter
- Peter C. Bloth (1931–2012), deutscher evangelischer Theologe und Hochschullehrer, Rektor der Kirchlichen Hochschule Berlin